# Drapelul Republicii Palau
Steagul Republicii Palau a fost adoptat la 1 ianuarie 1981, când grupul insular s-a separat de Teritoriul tutelar al Națiunilor Unite. La fel ca în cazul steagurilor altor câteva grupuri insulare din Pacific, albastrul este culoarea folosită pentru a reprezenta oceanul și locul națiunii în cadrul acestuia. Deși acest lucru pune Palau pe același palier cu Statele Federate ale Microneziei și cu alte grupuri insulare vecine, discul de pe steag (similar cu cel de pe steagul Japoniei) este descentrat precum cel de pe drapelul Bangladeshului, dar în acest caz reprezintă luna în locul soarelui. Steagul actual a fost prezentat în 1981, când Palau a devenit republică.
Anterior, drapelul Teritoriului tutelar al Insulelor Pacificului a fost arborat alături de cele ale Națiunilor Unite și americane. Designul foarte simplu al steagului afectează profunzimea sensului care i-a fost atribuit. Explicația pentru alegerea culorilor este înrădăcinată în istoria și obiceiurile poporului palauan. Albastrul strălucitor de pe fundal simbolizează Oceanul Pacific și reprezintă, de asemenea, trecerea de la dominația străină la autoguvernare. Discul de aur, care este așezat înspre catarg, reprezintă luna plină. Palauaienii consideră luna plină drept timpul optim pentru activitatea umană. În această perioadă a lunii, se celebrează sărbători, se pescuiește, se însămânțează, se recoltează, se taie copacii și se cioplesc canoe tradiționale. Luna este un simbol al păcii, al dragostei și al liniștii.
Profesorul japonez de relații internaționale Futaranosuke Nagoshi a sugerat că drapelul Palauan aduce un omagiu drapelului Soarelui Răsare din Japonia și simbolizează amiciția dintre Palau și Japonia. Fostul președinte palauan, Kuniwo Nakamura, a răspuns acestei teorii într-un interviu făcând declarații ambigue: „Acesta este un mod de a o spune.” John Blau Skebong, proiectantul steagului, a negat o asemenea afirmație, spunând că nu există o legătură specială între cele două steaguri.